# موشيه هيشت
موشيه هيشت (بالإنجليزية: Moshe Hecht)‏ هو مغن مؤلف أمريكي، ولد في 1985 في كوينز في الولايات المتحدة.